# ちょっとだけ愛が重いダークエルフが異世界から追いかけてきた
『ちょっとだけ愛が重いダークエルフが異世界から追いかけてきた』（ちょっとだけあいがおもいダークエルフがいせかいからおいかけてきた）は、中乃空による日本の漫画作品。成人向け同人誌として2021年2月から発表されている。その後商業化し、ウェブコミック配信サイト『WEBコミックガンマぷらす』（竹書房）にて2021年9月17日から連載中。
メディアミックスとして、テレビアニメが2025年4月から6月までTOKYO MXほかにて放送された。

## あらすじ
異世界のダークエルフ・マリアベルが魔王を討伐した勇者ヒナタを追いかけてきたところから始まる物語。
彼女はヒナタを守るため、自らも学校に通い始め、彼を取り巻く異性に対して強い独占欲を見せる姿が描かれる。

## 登場人物
声の項はテレビアニメ版の声優。
春原日向
声 - 河村梨恵
魔王を討伐し元の世界へと帰還した勇者。幼い頃に両親が交通事故で死亡、その際に両親に守られたことで助かったことから「いざとなったら自分を犠牲にしてでも他者を守らねばならない」という意識を持つにいたり、このことが異世界に勇者として召喚された決め手だったことが後に説明されている。
マリアベルとは両想いだが、商業版では人間とダークエルフとの寿命の問題から当初は一線を引いていた。マリアベルと暮らすようになってあらためて彼女への想いを再確認して告白した。
マリアベル
声 - 髙橋ミナミ
ダークエルフ。愛しのヒナタと添い遂げるため異世界から現世に追いかけてくる(同人版ではヒナタとは異世界で知り合った時点で既に肉体関係を結んでいるが、商業版ではまだ関係を結んでいない)。
元いた異世界ではダークエルフであるが故に人間から迫害対象とされ人間を嫌悪していたが、ヒナタに助けられ真摯に接されたことで彼に好意が芽生え、その想いが冒険を通じて大きくなっていった(同人版ではそこで彼に告白して結ばれた)。
ヒナタとは両想いだが彼に対する愛情はものすごく重く、そのため他の女性がヒナタに接してくるのには激しい独占欲を露わにする。商業版ではヒナタからの告白以降は両想いと確認できて心の余裕が生まれたため、独占欲を露わにする傾向が幾分収まりつつある。
持田咲良
声 - 丸山京夏
日向のクラスメートで日向に好意を持っている。このことを日向を監視して知ったマリアベルが日向の学校に転校してくることになった。
マリアベルと対面して彼女に惹かれたことで積極的に交流を求め、結果的にマリアベルにとってヒナタの世界での最初の友人となった。
メイ
声 - 真野あゆみ
異世界で日向と共に冒険した亜人族の女の子。
セシル
声 - 高橋雛子
異世界で日向と共に冒険した神官の女の子。

## 書誌情報

### 同人漫画
- 中乃空『ちょっとだけ愛が重いダークエルフが異世界から追いかけてきた』、B5判
  1. 2021年2月7日発行[5]
  2. 2021年8月29日発行[6]
  3. 2021年12月31日発行[7]
  4. 2022年8月14日発行[8]
  5. 2023年5月7日発行[9]
- 中乃空『ちょっとだけ愛が重いダークエルフが異世界から追いかけてきた総集編』、2023年12月31日発行[10]、B5判

### 商業漫画
- 中乃空『ちょっとだけ愛が重いダークエルフが異世界から追いかけてきた』竹書房 〈バンブーコミックス〉、既刊4巻（2025年3月6日現在）
  1. 2022年11月7日発売[11][12]、ISBN 978-4-8019-7888-1
  2. 2023年7月6日発売[13]、ISBN 978-4-8019-8085-3
  3. 2024年9月6日発売[14]、ISBN 978-4-8019-8446-2
  4. 2025年3月6日発売[15]、ISBN 978-4-8019-8579-7

## テレビアニメ
2025年4月から6月までTOKYO MXほかにて放送された。映像・音声ともに規制がある「オンエア版」、一部映像の規制を緩和した「デレギュラ版」、映像・音声ともに無修正の「完全デレギュラ版」の3つのバージョンが媒体別で展開される。

### スタッフ
- 原作 - 中乃空[4]
- 監督 - 所俊克[4]
- シリーズ構成・脚本 - 高林ユーキ[4]
- キャラクターデザイン - たむらかずひこ[4]
- 色彩設計 - 古川康一[4]
- 美術設定 - 湖山真奈美
- 美術監督 - 高橋忍
- 撮影監督 - みやがわよしかず[4]
- 編集 - 柳圭介[4]
- 音響監督 - 髙桑一[4]
- 音楽 - えんどうちひろ[4]
- プロデューサー - 石坂竜二
- アニメーションプロデューサー - 石井仁
- プロデュース - デレギュラ[4]
- アニメーション制作 - Elias[4]
- 製作 - ウェイブ[4]

### 主題歌
「オモイアイ」
破天荒夫婦によるオープニングテーマ。作詞・作曲はみーや、編曲はよしの★。
「砂時計」
Kecoriによるエンディングテーマ。作詞・作曲はKecori、編曲は小椋健司。

### 各話リスト
| 話数   | サブタイトル           | 絵コンテ       | 演出       | 作画監督                               | 総作画監督              | 初放送日      |
| ------ | ---------------------- | -------------- | ---------- | -------------------------------------- | ----------------------- | ------------- |
| 第1話  | 異世界で出会った女の子 | 所俊克         | 所俊克     | sun qiang wang xiao ming 西本真吾      | 西本真吾                | 2025年 4月7日 |
| 第2話  | つうがく               | 所俊克         | 申羅羅     | 金貞順                                 | 西本真吾                | 4月14日       |
| 第3話  | おかいもの             | 神谷マキ       | 神谷マキ   | 西本真吾 sun qiang wang xiao ming Hang | 西本真吾                | 4月21日       |
| 第4話  | 異世界からのお客さま   | 所俊克         | 小野田雄亮 | 山本真嗣                               | -                       | 4月28日       |
| 第5話  | おとなりさん           | 所俊克         | 申羅羅     | 金貞順                                 | 西本真吾                | 5月5日        |
| 第6話  | こそだて               | 所俊克         | 粟井重紀   | sun qiang wang xiao ming               | 西本真吾                | 5月12日       |
| 第7話  | 恋と病                 | 神谷マキ       | 神谷マキ   | 西本真吾 sun qiang wang xiao ming Hang | -                       | 5月19日       |
| 第8話  | 売り子デビュー・前編   | 小野田雄亮     | 小野田雄亮 | 山本真嗣                               | -                       | 5月26日       |
| 第9話  | 売り子デビュー・後編   | まついひとゆき | 申羅羅     | 金貞順                                 | 西本真吾                | 6月2日        |
| 第10話 | キミとの距離           | 所俊克         | 申羅羅     | 金貞順                                 | 西本真吾                | 6月9日        |
| 第11話 | 海の誘惑？             | 所俊克         | 神谷マキ   | 山本真嗣 金貞順                        | 西本真吾                | 6月16日       |
| 第12話 | キミと出逢えて         | 所俊克         | 申羅羅     | 山本真嗣 西本真吾 金貞順               | 西本真吾 たむらかずひこ | 6月23日       |

### 放送局
特記がない限り「オンエア版」が放送・配信される。
| 放送期間               | 放送時間                     | 放送局   | 対象地域 | 備考                                                                         |
| ---------------------- | ---------------------------- | -------- | -------- | ---------------------------------------------------------------------------- |
| 2025年4月7日 - 6月23日 | 月曜 1:05 - 1:20（日曜深夜） | TOKYO MX | 東京都   |                                                                              |
|                        |                              | BS11     | 日本全域 | BS放送 / 『ANIME+』枠                                                        |
|                        | 月曜 23:00 - 23:30           | AT-X     | 日本全域 | CS放送 / 字幕放送 / リピート放送あり / デレギュラ版 / 後述のミニアニメも放送 |

| 配信開始日    | 配信時間                           | 配信サイト | 備考                                      |
| ------------- | ---------------------------------- | --- | ----------------------------------------- |
| 2025年4月7日  | 月曜 1:05（日曜深夜） 更新         | AnimeFesta | 完全デレギュラ版 / 後述のミニアニメも配信 |
|               |                                    | DMM TV | デレギュラ版も配信                        |
| 2025年4月10日 | 木曜 0:00（水曜深夜） 以降順次更新 | dアニメストア U-NEXT アニメ放題 ABEMA TELASA J:COM STREAM milplus バンダイチャンネル Hulu ふらっと動画 FOD Amazon Prime Video Lemino アニメタイムズ ニコニコ動画 ビデオマーケット music.jp カンテレドーガ HAPPY!動画 Rakuten TV |                                           |

### ミニアニメ
『「ちょっとだけ愛が重いダークエルフが異世界から追いかけてきた」ミニアニメ劇場』が配信されている。

#### スタッフ（ミニアニメ）
本編と異なる主なスタッフを記載。
- 監督・キャラクターデザイン・音響監督 - 有宮あかり[21]
- 脚本 - 有宮あかり、葉月文[21]
- 演出・編集 - 影山暁[21]
- アニメーションプロデューサー - 跡部泰広[21]
- アニメーション制作 - フロントウイング[16][21]

#### 各話リスト（ミニアニメ）
| 話数   | サブタイトル | 脚本       | 作画       | 配信開始日    |
| ------ | --- | ---------- | ---------- | ------------- |
| その1  | 愛が重すぎるダークエルフたちがとあるオフィスではたらく話①愛が重すぎRADIO①魔王を倒した勇者一行は余裕のゾンビ世界でもエンジョイライフを送るようです①                     | 有宮あかり | 有宮あかり | 2025年 4月7日 |
| その2  | 愛が重すぎる童話劇場 赤ずきん編 その1ダークエルフが動物のお医者さんやってみた いぬ編愛が重すぎるダークエルフたちがとあるオフィスではたらく話②                          | 有宮あかり | 有宮あかり | 4月14日       |
| その3  | ダークエルフが動物のお医者さんやってみた インコ編 そのいち愛が重すぎRADIO②魔王を倒した勇者一行は余裕のゾンビ世界でもエンジョイライフを送るようです②                    | 有宮あかり | 有宮あかり | 4月21日       |
| その4  | 愛が重すぎる童話劇場 赤ずきん編 その2ダークエルフが動物のお医者さんやってみた ねこ編 そのいち魔王を倒した勇者一行は余裕のゾンビ世界でもエンジョイライフを送るようです③ | 有宮あかり | 有宮あかり | 4月28日       |
| その5  | 愛が重すぎるダークエルフたちがとあるオフィスではたらく話愛が重すぎる童話劇場 シンデレラ編愛が重すぎRADIO                                                               | 有宮あかり | 有宮あかり | 5月5日        |
| その6  | ダークエルフが動物のお医者さんやってみた ねこ編魔王を倒した勇者一行は余裕のゾンビ世界でもエンジョイライフを送るようです愛が重すぎる童話劇場 シンデレラ編               | 有宮あかり | 有宮あかり | 5月12日       |
| その7  | 魔王を倒した勇者一行は余裕のゾンビ世界でもエンジョイライフを送るようです愛が重すぎるダークエルフたちがとあるオフィスではたらく話愛が重すぎRADIO                        | 有宮あかり | 有宮あかり | 5月19日       |
| その8  | 魔王を倒した勇者一行は余裕のゾンビ世界でもエンジョイライフを送るようです愛が重すぎる童話劇場 白雪姫編ダークエルフが動物のお医者さんやってみた インコ編                 | 有宮あかり | 有宮あかり | 5月26日       |
| その9  | 愛が重すぎRADIO愛が重すぎるダークエルフたちがとあるオフィスではたらく話魔王を倒した勇者一行は余裕のゾンビ世界でもエンジョイライフを送るようです                        | 有宮あかり | 有宮あかり | 6月2日        |
| その10 | 魔王を倒した勇者一行は余裕のゾンビ世界でもエンジョイライフを送るようです愛が重すぎる童話劇場 白雪姫編愛が重すぎるダークエルフたちがとあるオフィスではたらく話          | 有宮あかり | 有宮あかり | 6月9日        |
| その11 | 愛が重すぎるダークエルフたちがとあるオフィスではたらく話ダークエルフが動物のお医者さんやってみた ねこ編愛が重すぎる童話劇場 ヘンゼルとグレーテル編                     | 有宮あかり | 有宮あかり | 6月16日       |
| その12 | 愛が重すぎRADIO魔王を倒した勇者一行は余裕のゾンビ世界でもエンジョイライフを送るようです愛が重すぎる童話劇場 ヘンゼルとグレーテル編                                     | 有宮あかり | 有宮あかり | 6月23日       |

### BD / DVD
| 巻 | 発売日            | 収録話         | 規格品番   | 規格品番   | 規格品番   |
| 巻 | 発売日            | 収録話         | BD限定版   | BD通常版   | DVD        |
| -- | ----------------- | -------------- | ---------- | ---------- | ---------- |
| 上 | 2025年8月27日予定 | 第1話 - 第6話  | WVAR-00003 | WVAR-00002 | WVAR-00001 |
| 下 | 2025年9月24日予定 | 第7話 - 最終話 |            | WVAR-00005 | WVAR-00004 |